# “絶風” 52.96 hectopascal
『"絶風" 52.96 hectopascal』は、コブクロが2000年10月7日に発売したVHS作品である。現在は発売されていない。

## 概要
- 未音源楽曲の「日本列島観察日記」が収録されている。

そのため、ネット通販などでは他のVHS作品より高額である。

## 収録曲
1. 神風
2. 光
3. 忘れな傘
4. DOOR
5. MISS YOU
6. 桜
7. 日本列島観察日記
8. 轍
9. MEMORY
10. MOON LIGHT PARTY！
11. ココロの羽